# アチレアーレ
アチレアーレ（イタリア語: Acireale）は、イタリア共和国シチリア州カターニア県にある、人口約5万2000人の基礎自治体（コムーネ）。
県都カターニアに次ぎ、県内第2位のコムーネ人口を有する。

## 地理

### 位置・広がり
カターニア県のコムーネ。県都カターニアから北北東へ13kmの距離にある。

#### 隣接コムーネ
隣接するコムーネは以下の通り。
- アーチ・カステッロ
- アーチ・カテーナ
- アーチ・サンタントーニオ
- ジャッレ
- リポスト
- サンタ・ヴェネリーナ
- ザッフェラーナ・エトネーア

## 行政

### 分離集落
アチレアーレには、以下の分離集落（フラツィオーネ）がある。
- Aci Platani, Balatelle, Capo Mulini, Fiandaca, Guardia, Mangano, Pennisi, Piano d'Api, Pozzillo (Superiore ed Inferiore), San Cosmo, San Giovanni Bosco, Santa Caterina, Santa Maria degli Ammalati, Santa Maria delle Grazie, Santa Maria la Scala, Santa Maria la Stella (condivisa con il comune di Aci Sant'Antonio), Santa Tecla, Scillichenti, Stazzo

## 姉妹都市
- マル・デル・プラタ、アルゼンチン
- ヴィアレッジョ、イタリア